# Companhia Aeronáutica Paulista
A Companhia Aeronáutica Paulista foi uma fábricante brasileira de aviões, localizada no estado de São Paulo.

## História
No início de 1942, a empresa Laminação Nacional de Metais criou uma divisão aeronáutica, voltada para a fabricação de planadores. Com o sucesso da empreitada, em agosto de 1942, a divisão se tornou uma empresa independente, a Companhia Aeronáutica Paulista, que projetou e passou a fabricar a aeronave Paulistinha CAP-4.
Com o final da Segunda Guerra Mundial, a demanda por aeronaves de treinamento diminuiu. O mercado militar estava abastecido com o excedente de aviões norte-americanos, enquanto o mercado civil ainda não estava suficientemente desenvolvido para gerar demanda, o que levou a empresa a encerrar suas atividades, em 1949.
Os direitos de fabricação do Paulistinha, foram posteriormente repassados à Indústria Aeronáutica Neiva, que rebatizou a aeronave como Neiva P-56.

## Aeronaves produzidas
| Nome do modelo                | Primeiro voo | Quantidade construída | Tipo                                 |
| ----------------------------- | ------------ | --------------------- | ------------------------------------ |
| CAP-1 Planalto                | 1942         | 19                    | Planador de asa alta, cabine aberta  |
| Paulistinha CAP-4             | 1942         | 774                   | Planador de asa alta, cabine fechada |
| CAP-5 Carioca                 | 1945         | 7                     | Avião de treinamento de dois lugares |
| CAP Saracura / IPT-3 Saracura | 1942         | 40                    | Planador                             |